# Чепмен, Фрэнк
Фрэнк Миклер Чепмен (англ. Frank Michler Chapman; 12 июня 1864 — 15 ноября 1945) — американский орнитолог, создатель первых руководств по полевым исследованиям.
Член Национальной академии наук США (1921).

## Биография
Чепмен родился в Уэст-Инглвуде, штат Нью-Джерси. Учился в Энглвудской академии. В 1888 году стал сотрудником Американского музея естественной истории в качестве помощника Джоэла Азаф Аллена. В 1901 году получил должность младшего куратора (англ. Associate Curator) по млекопитающим и птицам, в 1908, когда отдел был разделён, — куратора (англ. Curator) по птицам.
В 1902 году Чепмен стал первым сотрудником музея, создавшим в этом учреждении диораму дикой природы. Как полагал учёный, естественнонаучные музеи обязаны не только возбуждать в обществе интерес к природе, но и способствовать её охране. По его мнению, диорамы дают возможность жителям больших городов увидеть жизнь растений и животных во всей их красе. В отличие от большинства американцев, Чепмен отказывался принимать разрушение среды обитания и исчезновение видов как неизбежный побочный продукт экономического развития, и верил, что визулизация дикой природы способна возбудить интерес широкой публики к её сохранению. В своей работе Чепмен и его ассистент Джон Роули изобразили колонию морских птиц на острове Кобб-Айленд у берегов Виргинии. Часть чаек и крачек была подвешена над песчаным пляжем на фоне живописной картины берега острова, имитируя полёт.
Чепмен придумал идею рождественской переписи птиц для Национального Одюбоновского общества. Он также написал множество книг по орнитологии, среди которых Bird Life, Birds of Eastern North America, Bird Studies With a Camera, Life in an Air Castle. В 1917 году за труд Distribution of Bird-life in Colombia Национальная академия наук наградила его медалью Эллиота.
Фрэнк Чепмен был похоронен на Бруксайдском кладбище в Инглвуде.

## Семья
Единственный сын Чепмена, Фрэнк Чепмен-младший, женился на драматурге Элизабет Кобб. В этом браке родилась дочь, актриса и телеведущая Бафф Кобб. После развода Чепмен-младший вновь женился, его второй женой стала оперная певица Глэдис Суортаут.

## Рекомендуемая литература
- «Frank M. Chapman» // Tom Taylor and Michael Taylor, 'Aves: A Survey of the Literature of Neotropical Ornithology. — Baton Rouge: Louisiana State University Libraries, 2011.